# Fenyvesszoros
Fenyvesszoros (1899-ig Szvrcsinovecz, szlovákul Svrčinovec) község Szlovákiában, a Zsolnai kerületben, a Csacai járásban.

## Fekvése
Csacától 5 km-re északra fekszik. Öt településrészből áll, ezek: Ústredie, Zatky, U Slováka, Závršie és Potok.

## Története
A település 1635 körül a vlach jog alapján keletkezett Karásznó területén. A budatíni uradalomhoz tartozó pásztorok alapították a sztrecsnói uradalom területén. Önálló községként 1658-ban említik először. Régi pecsétje 1752-ből származik. 1784-ben 136 házában 951 lakos élt. 1828-ban 165 háza volt 1558 lakossal, akik favágással, állattartással foglalkoztak. 1846 és 1847 különösen nehéz esztendők a falu történetében, az éhínségben a lakosság csaknem harmada elpusztult.
Fényes Elek 1851-ben kiadott geográfiai szótárában így ír a faluról: „Szvresinovecz, tót falu, Trencsén vmegyében, a Szileziai határ szélen: 1617 kath., 8 zsidó lak. F. u. h. Eszterházy.”
A vasútvonal 1871-ben kapcsolta be a községet a közlekedési hálózatba. 1873-ban kolerajárvány pusztított. A trianoni békéig Trencsén vármegye Csacai járásához tartozott.
A háború után sokan fazsindelykészítéssel, házalással foglalkoztak, illetve Ostrava ipari üzemeiben dolgoztak.

## Népessége
| Év:            | 1994. | 2004.    | 2014.   | 2024.   |
| -------------- | ----- | -------- | ------- | ------- |
| Emberek száma: | 3138  | 3467     | 3560    | 3305    |
| Eltérés:       |       | +10,48 % | +2,68 % | -7,16 % |

| Év:            | 2023. | 2024.   |
| -------------- | ----- | ------- |
| Emberek száma: | 3339  | 3305    |
| Eltérés:       |       | -1,01 % |

1910-ben 1700, túlnyomórészt szlovák anyanyelvű lakosa volt.
2001-ben 3382 lakosából 3324 szlovák volt.
2011-ben 3583 lakosából 3376 szlovák volt.

## Nevezetességei
- A Rózsafüzér királynője tiszteletére szentelt római katolikus temploma 1937-ben épült.
- A Rózsafüzér királynője tiszteletére szentelt kápolnája 1854-ben épült.
- A Hétfájdalmú Szűzanya tiszteletére szentelt kápolnája 2003-ban épült.

## Külső hivatkozások
- Hivatalos oldal
- Községinfó
- Fenyvesszoros Szlovákia térképén
- E-obce